# (73691) 1991 PB3
(73691) 1991 PB3 – planetoida z pasa głównego asteroid okrążająca Słońce w ciągu 5 lat i 178 dni w średniej odległości 3,11 j.a. Została odkryta 2 sierpnia 1991 roku.